# Omocenoides
Omocenoides är ett släkte av fjärilar. Omocenoides ingår i familjen snigelspinnare.
Kladogram enligt Catalogue of Life:
| Omocenoides | \| \| Omocenoides breijeri \| \| \| \| \| \| Omocenoides isophanes \| \| \| \| \| \| Omocenoides prismallae \| \| \| \| |
|             | \| \| Omocenoides breijeri \| \| \| \| \| \| Omocenoides isophanes \| \| \| \| \| \| Omocenoides prismallae \| \| \| \| |
|             | Omocenoides breijeri |
|             | |
|             | Omocenoides isophanes                                                                                                   |
|             | |
|             | Omocenoides prismallae                                                                                                  |
|             | |